# Cornelis Maas Geesteranus
Cornelis (Kees) Maas Geesteranus (Delft, 4 april 1803 - Loosduinen, 19 december 1881) was een Nederlands lakenfabrikant, gemeenteraadslid,  burgemeester en lid van de Provinciale Staten van Zuid-Holland.  

## Biografie
Maas was een telg uit het patriciersgeslacht Maas, en werd geboren als vierde kind van lakenfabrikant Pieter Corneliszn Maas (1766-1850) en notarisdochter Willemina Susanna Geesteranus (1772-1827). Na het overlijden van zijn moeder hertrouwde zijn vader met haar nicht Petronella Georgetta Geesteranus. Toen diens ongetrouwde broer overleed, en de familienaam Geesteranus dreigde uit te sterven, vroeg ze Koning Willem II of ze haar familienaam mocht doorgeven aan haar stiefzonen. Dit mocht, en zodoende gingen Cornelis Maas en zijn broers vanaf 1843 voortaan door het leven als Maas Geesteranus.
Maas was lange tijd politiek actief, achtereenvolgens als gemeenteraadslid (1838-1850), wethouder (1849-1850) en burgemeester van Delft (1851-1855). Deze laatste functie kreeg hij op 31 december 1850 bij Koninklijk besluit. Maas was daarmee de eerste burgemeester van Delft onder de gemeentewet van 1851 van Thorbecke. Daarnaast was Maas van 1845 tot 1856 lid van de Provinciale Staten van Zuid-Holland.
Cornelis Maas woonde in De Eenhoorn, een voormalige bierbrouwerij en rijksmonument aan Koornmarkt 20E/F dat zijn vader in 1820 had aangekocht. Achter het gebouw stond de lakenfabriek van de firma Cornelis Maas & Zoon. In 1845 liet Maas de gevel van De Eenhoorn grondig verbouwen, waarbij hij zich zou hebben laten inspireren door Koornmarkt 69 aan de overkant van de gracht, het pand van zijn grootvader Johannes Geesteranus. In 1854 deed Maas het huis over aan zijn broer, en verhuisde hij naar Nieuw Eik en Duinen in Loosduinen.

## Privé
Op 4 december 1825 trouwde Maas in Dordrecht met Johanna Jacoba Soek (1803-1857). Het echtpaar kreeg zeven kinderen.

## Nagedachtenis
In de Delftse wijk Buitenhof is een straat naar hem genoemd: De Maas Geesteranushof. Deze zijstraat van de Burgemeestersrand bevindt zich in een deel van de wijk waarin de straten naar burgemeesters vernoemd zijn.